# Tonton Placide
Tonton Placide est la quatrième histoire de la série Benoît Brisefer de Peyo, Gos et François Walthéry. Elle est publiée pour la première fois du no 1555 au no 1584 du journal Spirou. Puis est publiée sous forme d'album en 1969.

## Résumé
Benoît Brisefer va passer les vacances d'été chez son oncle Placide. Ce dernier est un gorille, un membre des services secrets chargé de la sécurité des personnalités politiques. 
Le colonel, son supérieur, lui impose d'escorter monsieur Chnick, Ministre des Finances d'un pays étranger, qui vient récupérer des documents importants pour l'impression de billets de banque. 
Placide proteste, avançant le fait qu'il est en vacances et que son neveu est là. Le colonel lui permet d'emmener Benoît avec lui car il s'agit d'une mission tranquille et sans danger : Placide doit simplement escorter le ministre de la banque à l'aéroport. Mais une bande de gangsters va tout tenter pour récupérer les documents, et transformer ainsi la « mission tranquille et sans danger » en une course contre la montre...

## Personnages
- Benoît Brisefer
- Placide
- Monsieur Chnick, le ministre des finances

## Publication

### Revues
Dans le journal Spirou no 1555 (paru le 1er février 1968) au no 1584 (paru le 22 août 1968).

## Anecdotes
- C'est la seule histoire où Benoît ne s'enrhume qu'à la toute fin, une fois l'aventure terminée.
- L'oncle Placide est le premier membre de la famille de Benoît dont on apprend l'existence.
- L'épisode des valises jetées, durant le voyage en train, est l'occasion d'un clin d'œil à la série Gaston Lagaffe. On reconnaît De Mesmaeker en colère, criant que ses contrats signés étaient dans la valise.
- Lors de la remise des prix, l'un des enfants reçoit comme livre "Rikiki et Patapon au pays des Troululus". Ce titre sera repris dans un sketch des Inconnus.
- Les multiples gadgets (micros de communications dans les chaussures, dans les revolvers ou encore dans un balai; aspirateur volant...) semblent inspirés par la série James Bond. Dans la maison de Placide, lorsque le colonel vient le voir, on reconnait une photo de James Bond encadrée et accrochée au mur. En outre, beaucoup de caractéristiques du film d'espionnage et du film policier sont présentes dans cette histoire : courses poursuites en voiture, en hélicoptère, assaut d'une auberge par des gangsters, fuite en train…